# ReVanced

ReVanced是一個用於YouTube等應用的模塊化修補程式（補丁），誕生於YouTube Vanced遭到Google下令禁止之後。開發團隊的目標是延續YouTube Vanced留下的精神。

## 運作方式
ReVanced不會分發任何專有的文件（例如：APK），而是提供開放原始碼，為任何Android的應用程序創建修補程序。ReVanced Manager使用修補程序作為其核心，將使用者所選擇的修補程序應用到他想要的應用程序上。在有root的設備上，ReVanced可以將修補過的應用程序安裝在原始的應用程序上（直接覆蓋原系統的Youtube）；而在非root的設備上，ReVanced將以不同的套件名稱安裝它。

## 外部鏈接
- 官方网站
- GitHub上的ReVanced頁面
- ReVanced reddit （页面存档备份，存于）
- ReVanced的X（前Twitter）
- ReVanced Discord
- YouTube上的ReVanced頻道